# Tye Dillinger
Ronald William Arneill (sinh ngày 19/2/1981) là một đô vật chuyên nghiệp người Canada, hiện ký hợp đồng với WWE, nơi anh biểu diễn trên SmackDown với cái tên Tye Dillinger. Anh ấy cũng làm việc với WWE khoảng giữa năm 2006 và 2008 với cái tên Gavin Spears.